# Simin Han
Simin Han (v srbské cyrilici Симин Хан) je místní část města Tuzla, ve východní Bosně. V minulosti se jednalo o samostatnou obec. Nachází se v údolí řeky Jala, na křižovatce silnic z Tuzly do Bijeljiny a Zvorniku.
Obec se začala rozvíjet po zavedení Rakousko-uherské správy nad Bosnou v roce 1878. V roce 1884 zde byl otevřen solný důl, kde byla sůl těžena průmyslovým způsobem. O dva roky později byla (také pro potřeby dolu) zavedena železniční trať do regionu a města Tuzla. V blízkosti Simin Hanu byla také nalezena ropa, která se zde těžila až do druhé světové války.
Po roce 1951 ztratila obec napojení na železniční síť v souvislosti s modernizací trati.
Podle sčítání lidu bylo obyvatelstvo v roce 1991 převážně bosňácké a srbské (cca 50 %) národnosti.